# Zeitpyramide
Zeitpyramide is een kunstwerk van de kunstenaar Manfred Laber in de Duitse stad Wemding.

## Historiek
De bouw van de pyramide werd aangevat in 1993, het jaar waarin de stad Wemding haar 1200-jarig bestaan vierde. Het is de intentie dat de structuur bij voltooiing (gepland in het jaar 3183) zal bestaan uit 120 blokken. Elke tien jaar wordt een nieuw blok toegevoegd over een periode van 1.190 jaar. Op 9 september 2023 werd het vierde blok geïnstalleerd. 